# Mammillaria sanchez-mejoradae
Mammillaria sanchez-mejoradae là một loài thực vật có hoa trong họ Cactaceae. Loài này được R. Gonzalez G. mô tả khoa học đầu tiên năm 1992.

## Hình ảnh

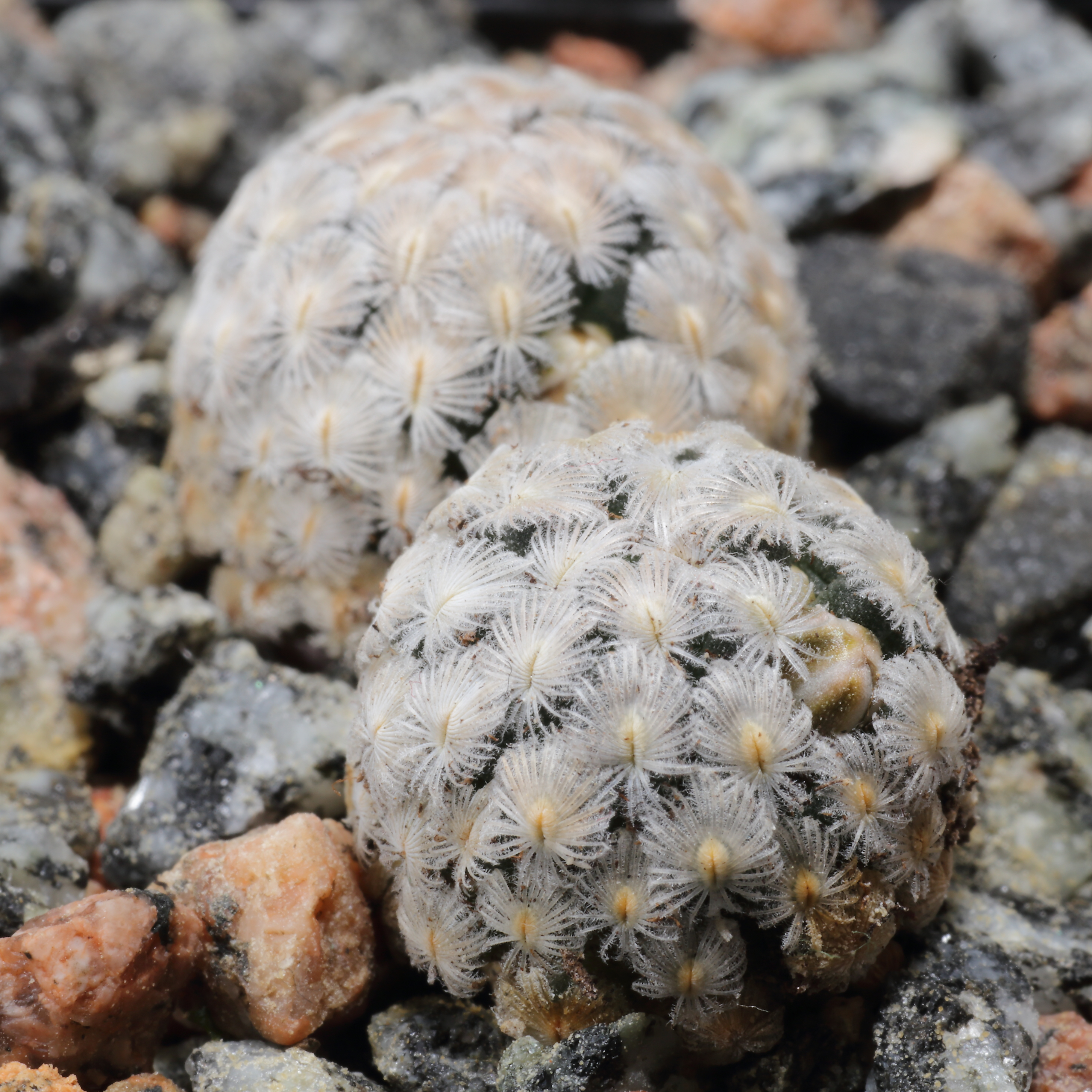